# Pérenchies

Pérenchies este o comună în departamentul Nord, Franța. În 1 ianuarie 2022 avea o populație de 8.487 de locuitori.